# Albertaceratop
L'albertaceratop (Albertaceratops, "cara banyuda d'Alberta") és una espècie de dinosaure ceratòpsid centrosaurí que va viure al Cretaci superior (Campanià). Les seves restes fòssils s'han trobat a la formació Oldman a Alberta, Canadà, i a la formació de Judith River a Montana, Estats Units.
Només se'n coneix una espècie, Albertaceratops nesmoi.